# 沙西耶 (阿尔代什省)
沙西耶（法語：Chassiers，法語發音：[ʃasje]）是法国阿尔代什省的一个市镇，属于拉让蒂耶尔区。

## 地理
沙西耶（44°33'3"N, 4°17'49"E）面积12.26 平方千米，位于法国奥弗涅-罗讷-阿尔卑斯大区阿尔代什省，该省份为法国东南部内陆省份，北起顺时针与卢瓦尔省、伊泽尔省、德龙省、沃克吕兹省、加尔省、洛泽尔省和上盧瓦爾省接壤。
与沙西耶接壤的市镇（或旧市镇、城区）包括：阿永、沙佐、若阿纳、拉让蒂耶尔、罗谢、托里耶、维讷扎克。
沙西耶的时区为UTC+01:00、UTC+02:00（夏令时）。

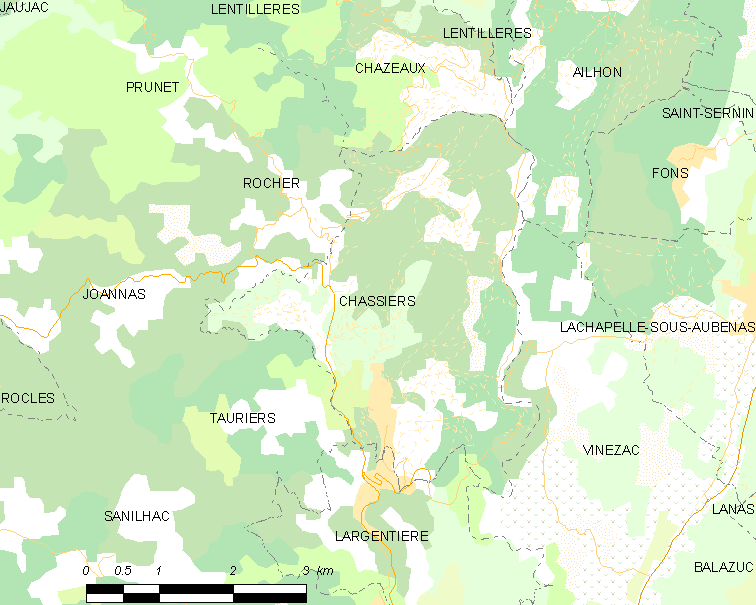
沙西耶的OSM定位图

## 行政
沙西耶的邮政编码为07110，INSEE市镇编码为07058。

## 政治
沙西耶所属的省级选区为瓦隆蓬达尔克县。

## 人口

1962-2008年间沙西耶人口变化图示

沙西耶于2022年1月1日时的人口数量为992人。